# فین فلورین
فین فلورین (هلندی: Finn Florijn؛ زادهٔ ۲۹ نوامبر ۱۹۹۹) قایقران روئینگ اهل هلند است.
وی در مسابقات کشوری و بین‌المللی در مجموع برندهٔ ۲ مدال طلا، ۱ مدال نقره شده است.